# Орцони (Павија)
Орцони је насеље у Италији у округу Павија, региону Ломбардија.
Према процени из 2011. у насељу је живело 16 становника. Насеље се налази на надморској висини од 66 м.